# Sinussatz
In der ebenen und sphärischen Trigonometrie stellt der Sinussatz eine Beziehung zwischen den Winkeln eines Dreiecks und den gegenüberliegenden Seiten her. Er quantifiziert den Ähnlichkeitssatz, wonach Dreiecke, die in den Winkeln übereinstimmen, ähnlich sind.

## Sinussatz für ebene Dreiecke

Sinussatz

In der kürzesten Fassung besagt der Sinussatz: In jedem Dreieck verhalten sich die Längen der Seiten wie die Sinuswerte ihrer gegenüberliegenden Winkel:
{\displaystyle a:b:c=\sin \alpha :\sin \beta :\sin \gamma \quad } bzw. {\displaystyle \quad {\frac {a}{\sin \alpha }}={\frac {b}{\sin \beta }}={\frac {c}{\sin \gamma }}}.
Manchmal wird der Sinussatz in einer erweiterten Fassung formuliert, die zusätzlich eine Beziehung zum Radius {\displaystyle R} des Umkreises herstellt:
{\displaystyle {\frac {a}{\sin \alpha }}={\frac {b}{\sin \beta }}={\frac {c}{\sin \gamma }}=2\cdot R}.

### Berechnungen im Dreieck mit dem Sinussatz
Die Kongruenzsätze WSW und SWW besagen, dass ein Dreieck durch die Vorgabe von zwei Winkeln und einer Seite vollständig bestimmt ist. Der Sinussatz erlaubt es in diesen Fällen, aus den drei gegebenen Stücken einen weiteren Winkel zu berechnen. Wenn man anschließend auch die übrigen Winkel und Seiten eines Dreiecks ermitteln möchte, kann man zunächst den letzten Winkel über die Winkelsumme von 180° berechnen und dann wahlweise nochmal den Sinussatz oder den Kosinussatz anwenden.
Der Kongruenzsatz SsW besagt, dass ein Dreieck durch die Vorgabe zweier Seiten und dem der größeren Seite gegenüberliegenden Winkel vollständig bestimmt ist. In diesem Fall kann man mithilfe des Sinussatz zunächst einen fehlenden Winkel und dann die fehlende Seite berechnen. Den letzten Winkel berechnet man wieder am zweckmäßigsten über die Winkelsumme im Dreieck. Ein Dreieck ist im Allgemeinen nicht eindeutig bestimmt, wenn zwei Seiten und der der kleineren Seite gegenüberliegende Winkel gegeben sind (sSW-Fall). Entsprechend führt die Anwendung des Sinussatz zu keinem eindeutigen Ergebnis; hierfür werden weitere Informationen über das Dreieck benötigt.

#### WSW- und SWW-Fall
Im SSW- und SWW-Fall kann die Verhältnisgleichung des Sinussatz direkt nach der fehlenden Seite aufgelöst werden. Sind z. B. die Seitenlänge {\displaystyle a} sowie die Winkel {\displaystyle \alpha } und {\displaystyle \beta } gegeben, so erhält man die Seite {\displaystyle b} als
{\displaystyle b={\frac {\sin \beta }{\sin \alpha }}\cdot a}.
Über den Winkelsummensatz erhält man den fehlenden Winkel {\displaystyle \gamma =180^{\circ }-(\alpha +\beta )}. Nun lässt sich der Sinussatz nochmals anwenden, um die letzte fehlende Seite {\displaystyle c} zu bestimmen:
{\displaystyle c={\frac {\sin \gamma }{\sin \alpha }}\cdot a}.

#### SsW-Fall
Im SsW-Fall löst man die Verhältnisgleichung des Sinussatz zunächst nach dem Kosinus des fehlenden Winkels auf, dessen gegenüberliegende Seite gegeben ist. Sind z. B. die Seitenlängen {\displaystyle a} und {\displaystyle b} sowie der Winkel {\displaystyle \alpha } gegeben (wobei {\displaystyle b<a}), so erhält man
{\displaystyle \sin \beta ={\frac {b\cdot \sin \alpha }{a}}}.
Wegen {\displaystyle b<a} gilt {\displaystyle \beta <\alpha }, und da die Winkelsumme im Dreieck 180° beträgt, muss {\displaystyle \beta <90^{\circ }}sein. Somit gibt es genau einen Winkel, der diese Gleichung erfüllt. Diesen liefert der Arkussinus:
{\displaystyle \beta =\arcsin \left({\frac {b\cdot \sin \beta }{a}}\right)}.
Mit dem Winkelsummensatz kann man nun den Winkel {\displaystyle \gamma } berechnen als {\displaystyle \gamma =180^{\circ }-(\alpha +\beta )}. Die Seite {\displaystyle c} erhält man schließlich z. B. durch erneute Anwendung des Sinussatz:
{\displaystyle c={\frac {\sin \gamma }{\sin \alpha }}\cdot a}.

#### sSW-Fall
Sind zwei Seitenlängen und der Winkel gegenüber der kürzeren Seite gegeben, so gibt meistens zwei Dreiecke, die zu den gegebenen Stücken passen. Sind z. B. die Seitenlängen {\displaystyle a} und {\displaystyle b} mit {\displaystyle a<b} gegeben sowie der Winkel {\displaystyle \alpha }, so folgt aus dem Sinussatz
{\displaystyle \sin \beta ={\frac {b\cdot \sin \alpha }{a}}}.
Sowohl {\displaystyle \beta _{1}=\arcsin \left({\frac {b\cdot \sin \alpha }{a}}\right)} als auch {\displaystyle \beta _{2}=180^{\circ }-\beta _{1}} erfüllen diese Gleichung, und im Gegensatz zum SsW-Fall lässt sich {\displaystyle \beta _{2}} als Lösung im Allgemeinen nicht ausschließen.

### Beweise

#### Beweis mithilfe von Höhen
Die Aussage über die Verhältnisse der Längen und Sinuswerte lässt sich mithilfe von Höhen beweisen. Dazu wird ein allgemeines Dreieck {\displaystyle ABC} mit den typischen Bezeichnungen betrachtet. Durch die Höhe {\displaystyle h_{c}} von {\displaystyle C} auf {\displaystyle AB} werden rechtwinklige Dreiecke erzeugt. Es lassen sich drei Fälle unterscheiden, je nachdem, wo das Lot {\displaystyle AB} schneidet.
Fall 1: Spitzwinkliges Dreieck

Spitzwinkliges Dreieck mit Höhe

Bei einem spitzwinkligen Dreieck zerlegt die Höhe {\displaystyle h_{c}} das Dreieck in zwei rechtwinklige Teildreiecke, in denen man den Sinus von {\displaystyle \alpha } und {\displaystyle \beta } jeweils als Quotient von Gegenkathete und Hypotenuse ausdrücken kann:
{\displaystyle \sin \alpha ={\frac {h_{c}}{b}}\quad }und {\displaystyle \quad \sin \beta ={\frac {h_{c}}{a}}}.
Auflösen nach {\displaystyle h_{c}} und Gleichsetzen ergibt
{\displaystyle a\cdot \sin \beta =b\cdot \sin \alpha }.
Dividiert man nun durch {\displaystyle \sin \alpha \cdot \sin \beta }, so erhält man
{\displaystyle {\frac {a}{\sin \alpha }}={\frac {b}{\sin \beta }}}
Die Gleichheit mit {\displaystyle {\tfrac {c}{\sin \gamma }}} ergibt sich entsprechend durch Benutzung der Höhe {\displaystyle h_{a}} oder {\displaystyle h_{b}}.
Fall 2: Rechtwinkliges Dreieck

Rechtwinkliges Dreieck mit Höhe

Bei einem rechtwinkligen Dreieck fällt der Lotfußpunkt von {\displaystyle h_{c}} mit dem Eckpunkt {\displaystyle A} zusammen. Es gilt
{\displaystyle h_{c}=a\cdot \sin \beta \quad }und {\displaystyle \quad h_{c}=b}.
Wegen {\displaystyle \sin \alpha =1} lässt sich die rechte Gleichung auch schreiben als {\displaystyle h_{c}=b\cdot \sin \alpha }. Der restliche Beweis dieses Falls erfolgt analog zu Fall 1.
Fall 3: Stumpfwinkliges Dreieck

Stumpfwinkliges Dreieck mit Höhe

Bei einem stumpfwinkligen Dreieck schneidet die Höhe {\displaystyle h_{c}} die Gerade {\displaystyle AB} außerhalb des Dreiecks. Dann gilt (siehe Skizze)
{\displaystyle \sin(180^{\circ }-\alpha )={\frac {h_{c}}{b}}\quad }und {\displaystyle \quad \sin \beta ={\frac {h_{c}}{a}}}.
Durch Auflösen nach {\displaystyle h_{c}} und Gleichstellen erhält man
{\displaystyle b\cdot \sin(180^{\circ }-\alpha )=a\cdot \sin \beta }.
Dividieren beider Seiten durch {\displaystyle b} und {\displaystyle \sin \beta } ergibt
{\displaystyle {\frac {\sin(180^{\circ }-\alpha )}{\sin \beta }}={\frac {a}{b}}}.
Da für stumpfe Winkel {\displaystyle \sin \alpha =\sin(180^{\circ }-\alpha )} gilt, ergibt sich auch bei stumpfen Winkeln
{\displaystyle {\frac {a}{\sin \alpha }}={\frac {b}{\sin \beta }}}.

#### Beweis mithilfe des Peripheriewinkelsatzes
Die erweiterte Fassung des Sinussatzes lässt sich mithilfe des Peripheriewinkelsatzes beweisen: Auf dem Umkreis des Dreiecks {\displaystyle ABC} sei {\displaystyle D} der Punkt, der zusammen mit dem Punkt {\displaystyle A} einen Durchmesser bildet, sodass die Verbindung von {\displaystyle A} und {\displaystyle D} durch den Mittelpunkt des Umkreises verläuft (siehe Abbildung). Dann ist {\displaystyle ABD} nach dem Satz des Thales ein rechtwinkliges Dreieck und es gilt
{\displaystyle \sin \delta ={\frac {c}{2\cdot R}}\quad }bzw.{\displaystyle \quad 2\cdot R={\frac {c}{\sin \delta }}}
Nach dem Umfangswinkelsatz sind die Umfangswinkel {\displaystyle \gamma } und {\displaystyle \delta } über der Seite {\displaystyle c} gleich groß, also gilt auch {\displaystyle \sin \gamma =\sin \delta } und somit
{\displaystyle 2\cdot R={\frac {c}{\sin \gamma }}}.
Auf analoge Weise zeigt man {\displaystyle 2\cdot R={\frac {a}{\sin \alpha }}} und {\displaystyle 2\cdot R={\frac {b}{\sin \beta }}}, womit der Satz bewiesen ist.

#### Beweis mithilfe von Vektoren
Der Sinussatz lässt sich auch mithilfe der Vektorrechnung beweisen. Dazu werden die Seiten des Dreiecks {\displaystyle ABC} als Vektoren aufgefasst, so dass sich eine Seite als Vektorsumme der anderen Seiten schreiben lässt. Dann wird das Vektorprodukt angewendet. Mit den Rechenregeln für das Vektorprodukt und seiner geometrischen Interpretation erhält man dann den Sinussatz.

## Sinussatz für Kugeldreiecke
Für Kugeldreiecke gelten die Gleichungen
{\displaystyle {\frac {\sin \alpha }{\sin a}}={\frac {\sin \beta }{\sin b}}={\frac {\sin \gamma }{\sin c}}}.
Dabei sind {\displaystyle a}, {\displaystyle b} und {\displaystyle c} die Seiten (Kreisbögen) des Kugeldreiecks und {\displaystyle \alpha }, {\displaystyle \beta } und {\displaystyle \gamma } die gegenüberliegenden Winkel auf der Kugeloberfläche.

### Beweis
Der Radius der Einheitskugel ist gegeben durch
{\displaystyle OA=OB=OC=1}
Der Punkt {\displaystyle D} liegt auf dem Radius {\displaystyle OB} und der Punkt {\displaystyle E} liegt auf dem Radius {\displaystyle OC}, sodass {\displaystyle \angle ADO=\angle AEO=90^{\circ }}. Der Punkt {\displaystyle A'} liegt auf der Ebene {\displaystyle OBC}, sodass {\displaystyle \angle A'DO=\angle A'EO=90^{\circ }}gilt. Daraus folgt {\displaystyle \angle ADA'=\beta } und {\displaystyle \angle AEA'=\gamma }. Weil {\displaystyle A'} die senkrechte Projektion von {\displaystyle A} auf die Ebene {\displaystyle OBC} ist, gilt {\displaystyle \angle AA'D=\angle AA'E=90^{\circ }}. Nach Definition des Sinus gilt
{\displaystyle \sin c={\frac {AD}{OA}}=AD},
{\displaystyle \sin b={\frac {AE}{OA}}=AE}.
Außerdem ist {\displaystyle AA'=AD\cdot \sin \beta =AE\cdot \sin \gamma }. Einsetzen ergibt
{\displaystyle \sin c\cdot \sin \beta =\sin b\cdot \sin \gamma }.
Entsprechend erhält man {\displaystyle \sin b\cdot \sin \alpha =\sin a\cdot \sin \beta }, also insgesamt
{\displaystyle {\frac {\sin \alpha }{\sin a}}={\frac {\sin \beta }{\sin b}}={\frac {\sin \gamma }{\sin c}}}.

### Herleitung aus dem Seiten-Kosinussatz
Der Sinussatz für Kugeldreiecke kann auch algebraisch und ohne geometrische Betrachtungen aus dem Seiten-Kosinussatz für Kugeldreiecke hergeleitet werden. Wegen {\displaystyle \sin ^{2}\alpha =1-\cos ^{2}\alpha } (trigonometrischer Pythagoras) folgt daraus
{\displaystyle {\begin{aligned}\sin ^{2}\alpha &=1-\cos ^{2}\alpha \\&=1-\left({\frac {\cos a-\cos b\cdot \cos c}{\sin b\cdot \sin c}}\right)^{2}\\&={\frac {1-\cos ^{2}b}{\sin ^{2}b}}\cdot {\frac {1-\cos ^{2}c}{\sin ^{2}c}}-\left({\frac {\cos a-\cos b\cdot \cos c}{\sin b\cdot \sin c}}\right)^{2}\\&={\frac {(1-\cos ^{2}b)\cdot (1-\cos ^{2}c)-(\cos a-\cos b\cdot \cos c)^{2}}{\sin ^{2}b\cdot \sin ^{2}c}}\\&={\frac {1-\cos ^{2}a-\cos ^{2}b-\cos ^{2}c+2\cdot \cos a\cdot \cos b\cdot \cos c}{\sin ^{2}b\cdot \sin ^{2}c}}\\\end{aligned}}}
Division der Gleichung durch {\displaystyle \sin ^{2}a} und anschließendes Ziehen der Quadratwurzel ergibt
{\displaystyle {\begin{aligned}{\frac {\sin ^{2}\alpha }{\sin ^{2}a}}&={\frac {1-\cos ^{2}a-\cos ^{2}b-\cos ^{2}c+2\cdot \cos a\cdot \cos b\cdot \cos c}{\sin ^{2}a\cdot \sin ^{2}b\cdot \sin ^{2}c}}\\{\frac {\sin \alpha }{\sin a}}&={\frac {\left(1-\cos ^{2}a-\cos ^{2}b-\cos ^{2}c+2\cdot \cos a\cdot \cos b\cdot \cos c\right)^{\frac {1}{2}}}{\sin a\cdot \sin b\cdot \sin c}}\\\end{aligned}}}
Die rechte Seite der letzten Gleichung ist ebenfalls gleich {\displaystyle {\frac {\sin \beta }{\sin b}}} und gleich {\displaystyle {\frac {\sin \gamma }{\sin c}}}, weil dort die Variablen {\displaystyle a}, {\displaystyle b} und {\displaystyle c} zyklisch vertauscht werden können. Die Herleitung ist analog wie für {\displaystyle {\frac {\sin \alpha }{\sin a}}}. Daraus ergibt sich insgesamt
{\displaystyle {\frac {\sin \alpha }{\sin a}}={\frac {\sin \beta }{\sin b}}={\frac {\sin \gamma }{\sin c}}}.